# Agatha Parrot
Agatha Parrot é a personagem central de uma série de livros homônima do autor Kjartan Poskitt lançada em Agosto de 2011.

## Sobre a série
Focada no público infanto-juvenil, a série trata do cotidiano escolar de uma forma diferente, destacando-se um humor ácido tipicamente inglês. Buscando dar vida à personagem, o autor Kjartan Poskitt faz com que Agatha narre sua própria história (o que pode ser percebido logo na introdução do livro com a frase: Digitado por Kjartan Poskitt. Agatha é o autor e Poskitt apenas registra a narrativa). Como é comum em uma história em primeira pessoa, Agatha introduz-nos sobre as particularidades do lugar onde vive, destacando principalmente seu círculo de amigos. É deste modo simples porém cativante que "ela" nos leva a uma história eletrizante, divertida e muito peculiar.

## A turma
Agatha - A atriz. Vai ser super famosa quando crescer.
Yvy - A louquinha. Uma vez saltou 103 vezes com a mesma perna sem parar. Ninguém sabe dizer o porquê, nem ela.
Ellie - A medrosa. Tem medo de estar neste livro porque um dia sonhou que as paginas a esmagavam.
Bianca - A artista. Gosta de pintar animais selvagens e de tocar seu trombone bem alto nos domingos de manhã.
Martha - A grandalhona. Divertida, gosta de batatas fritas e de futebol e encara os meninos a qualquer hora.